# Mate Šunjić
Mate Šunjić (* 18. März 1987 in Metković) ist ein Handballtorwart aus Kroatien.
Der 1,95 Meter große und 90 Kilogramm schwere Torhüter spielte anfangs bei RK Metković, RK Zagreb, RK Medveščak Zagreb und RK Nexe. Ab der Saison 2013/14 stand beim französischen Erstligisten US Créteil HB unter Vertrag. Im Sommer 2017 wechselte er zum rumänischen Erstligisten CSM Bukarest. Ein Jahr später schloss er sich dem französischen Erstligisten US Ivry HB an. Im Sommer 2024 wechselte er zum Ligakonkurrenten Cesson Rennes Métropole HB.
Mate Šunjić bestritt bislang 26 Länderspiele für die kroatische Nationalmannschaft.